# Ansley J. Coale
Ansley Johnson Coale (* 14. November 1917 in Baltimore, Maryland; † 5. November 2002 in Newtown, Pennsylvania) war ein US-amerikanischer Demograph. Sein Beitrag sind wesentliche Theorieansätze zur Berechnung dynamischer Bevölkerungsmodelle. Zusammen mit Paul Demeny führte er Mitte der 1960er-Jahre Modellsterbetafeln ein, die die Berechnung von Mortalitäts- und Fertilitätsraten trotz unvollständiger Daten ermöglichten.

## Leben
Coale war zunächst Student der Princeton University. Dort verbrachte er auch seine gesamte wissenschaftliche Laufbahn. Von 1959 bis 1975 war er Direktor des Office of Population Research der Universität. Von 1967 bis 1968 war er Präsident der Population Association of America und von 1977 bis 1981 Präsident der International Union for the Scientific Study of Population.
Er war Mitglied der National Academy of Sciences, der American Academy of Arts and Sciences (1970), der American Philosophical Society (1963) sowie seit 1984 korrespondierendes Mitglied der British Academy. Von folgenden Universitäten wurde er mit der Ehrendoktorwürde ausgezeichnet: Université catholique de Louvain (1979), Universität Lüttich (1983), University of Pennsylvania (1983) und Princeton University (1994).
Ansley J. Coale erlag im Alter von 84 Jahren einem Herzversagen, nachdem er zuvor mehrere Jahre an der Parkinson-Krankheit gelitten hatte.